# Daniel Le Flanchec
Pour les articles homonymes, voir Flanchec.
Daniel Le Flanchec, né le 2 juillet 1881 à Trédrez (Côtes-du-Nord, aujourd’hui Trédrez-Locquémeau, Côtes-d'Armor), et mort le 11 mars 1944 à Buchenwald, est un militant politique français. Anarchiste, socialiste, communiste, il se rapprocha de Jacques Doriot après son départ du parti communiste. Il est maire de Douarnenez (Finistère) de 1924 à 1940. Il est principalement connu pour avoir soutenu la grève des Penn Sardin.

## Biographie
Daniel Le Flanchec est né à Trédrez le 2 juillet 1881 dans une famille catholique très modeste qui s'installa à Landerneau peu de temps après. Le père, menuisier, mourut en 1889. 

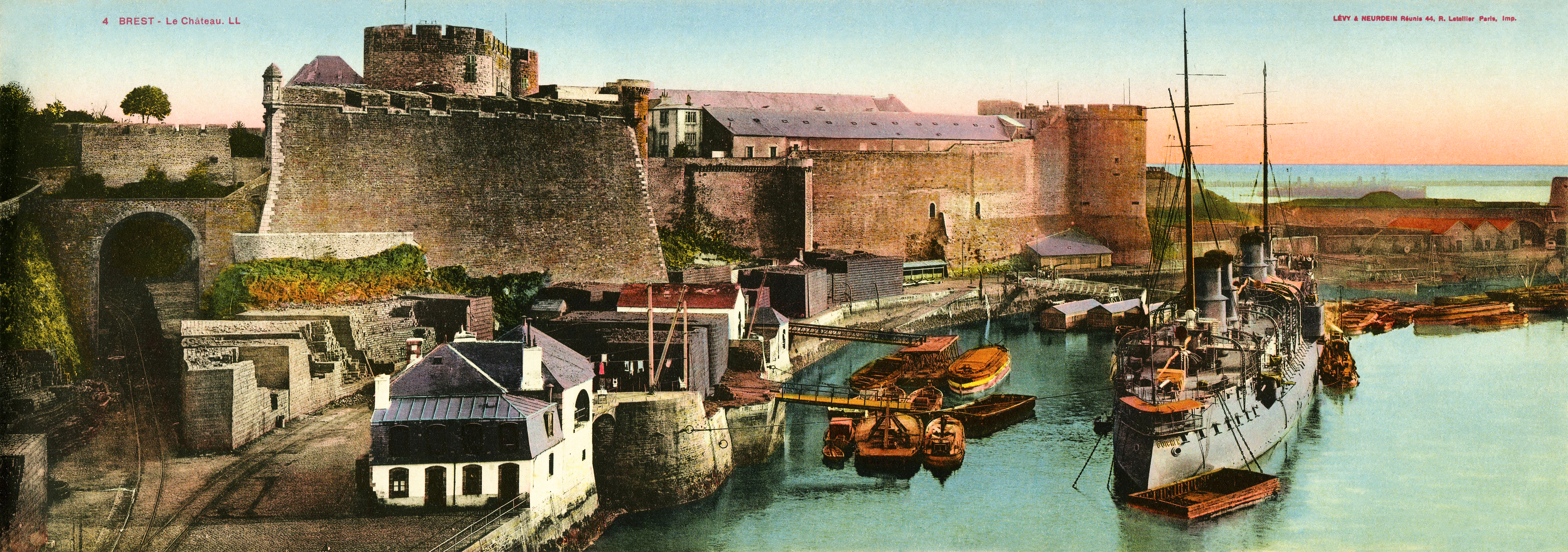
Le Guichen devant le château de Brest.

En 1899, Flanchec s'engagea dans la Marine. Affecté au Guichen, il fut envoyé en Extrême-Orient en réponse à la révolte des Boxers et retourna en France l'année suivante.
Daniel Le Flanchec est ouvrier à Brest avant la Première Guerre mondiale, il assure à cette époque différentes fonctions syndicales et écrit dans un journal anarchiste, l’Anarchie. 
Après la guerre il est marchand itinérant et membre de la SFIO et participe en février 1920 au congrès de Strasbourg. En décembre de la même année, il est présent au congrès de Tours et adhère à la SFIC. En 1923 et 1924, il occupe des fonctions au sein des instances locales du parti. En octobre 1924 il est élu maire de la ville de Douarnenez. Il est suspendu de ses fonctions municipales par la préfecture en décembre de la même année dans le cadre de son soutien à la grève des ouvrières des usines de mise en boîte de poisson. Il est gravement blessé par balles par des briseurs de grève le 1er janvier 1925. Il est réélu aux élections municipales suivantes. 
La direction de la SFIC se méfie de sa personnalité mais le présente tout de même aux élections législatives de 1928 et aux élections municipales de 1929 qu’il remporte à nouveau. Il échoue à devenir sénateur lors des élections de 1930. Son exclusion est demandée par les échelons locaux du parti en septembre 1930 mais la direction nationale la refuse. 
Réélu maire en 1937, il quitte le parti communiste la même année et se rapproche de Jacques Doriot. Il est révoqué par l’occupant allemand en septembre 1940. Les accusations de collaboration sont réfutées par son biographe Jean-Michel Le Boulanger.  
Il est déporté en janvier 1944 à la suite d'une dénonciation pour propagande communiste par sa compagne. Il meurt à Buchenwald en mars 1944.
Une rue de Douarnenez porte son nom.